# 石井ぜんじ
石井 ぜんじ（いしい ぜんじ）は、日本のゲームライター、編集者。神奈川県小田原市出身。

## 来歴
学生時代よりゲームに熱中。慶應義塾大学経済学部に入学するも中退。同時期に新声社発行のアーケードゲーム専門誌『ゲーメスト』にて、カプコン『魔界村』の攻略記事を執筆し、それを契機に同誌に携わる（のち編集長に就任）。『ストリートファイターII』のヒットにともない同誌も発行部数を伸ばし、それを契機に新声社社員となる。
1999年春頃に同社を整理解雇される。以降はフリーライターとして活動し、『ゲーメスト』にも廃刊まで携わっていた。

## 参加作品・著書

### 雑誌
- 『ゲーメスト』（1986 - 1999年、新声社）
- 『VE(VIDEOGAME EXPLORER)』Vol.01 - 03（2017 - 2019年、standards）※電子書籍

### 書籍
- 『石井ぜんじを右に! 〜元ゲーメスト編集長コラム集〜』（2015年1月31日、ホビージャパン）ISBN 978-4798609430
- 『ゲームセンタークロニクル 1972-2017』（2017年3月23日、standards）ISBN 978-4866360447
- 『ゲームに人生を捧げた男たち』（2020年5月29日、standards）ISBN 978-4866364339
- 『ライトノベルの新潮流』（2021年12月24日、standards）ISBN 978-4866365367
  - 太田祥暉、松浦恵介との共著
- 『グレート・セブン・ゲームズ』（2023年2月21日、standards）ISBN 978-4866366104
- 『ゲームセンターを10倍おもしろくした本!』（2025年2月18日、standards）ISBN 978-4866367170

### 漫画
- 『龍虎の拳』全1巻（1994年、新声社） - 原作担当。作画は天獅子悦也。
- 『龍虎の拳2』全2巻（1995年、新声社） - ストーリー協力担当。作画は天獅子悦也。

### ゲーム
- 『スコルピウス』（X68000、1991年、新声社）
- 『速攻生徒会 Sonic Council』（セガサターン、1997年12月22日、バンプレスト）
  - 基本システム構築などを担当[7]。

## 出演

### ゲーム
- 『対戦ホットギミック3 デジタルサーフィン』（彩京、1999年） - ジャンメスト 役

### テレビ
- 『chouchou』 - アーケードゲーム史（テレビ朝日、2018年3月4日）
- 『X年後の関係者たち』 - #9“SEGA アーケードゲーム”（BS-TBS、2022年2月1日）[8]